# Miłowo (województwo pomorskie)
Miłowo – wieś w Polsce położona w województwie pomorskim, w powiecie gdańskim, w gminie Przywidz. 
Miejscowość położona przy drodze wojewódzkiej nr 233. Prowadzi przez nią Szlak Skarszewski – zielony znakowany szlak turystyczny.
W latach 1975–1998 miejscowość administracyjnie należała do województwa gdańskiego.
Wieś stanowi sołectwo gminy Przywidz.